# Sístoles de superfície
Na matemática, as desigualdades sistólicas para curvas em superfícies foram estudadas por Charles Loewner em 1949 (não publicado; ver observação no final do artigo de P.M. Pu em 52). Dada uma superfície fechada, sua sístole, denominada sys(do inglês, systeles), é definida com o menor comprimento de um loop que não pode ser contraído a ponto na superfície. A área sistólica de uma métrica é definida como a razão area/sys2. A razão sistólica RS é a quantidade recíproca sys2/área. Veja também Introdução à geometria sistólica .

## Toro

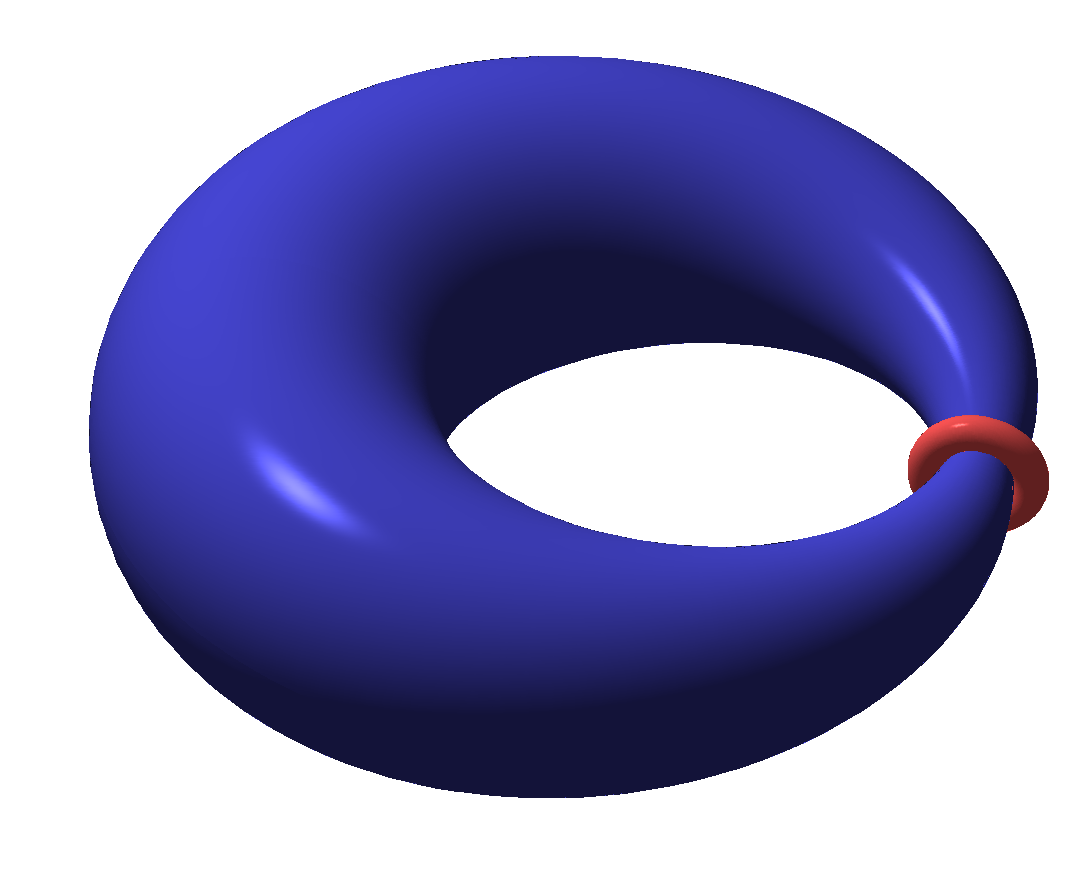
Loop mais curto em um toro

Em 1949, Loewner provou sua desigualdade para métricas no toro T2, a saber, que a razão sistólica RS (T2) é delimitada acima por {\displaystyle 2/{\sqrt {3}}}, com igualdade no plano(curvatura constante) caso do toro equilateral (ver estrutura hexagonal).
Um resultado semelhante é dado pela desigualdade de Pu para o plano projetivo real de 1952, devido a Pao Ming Pu, com um limite superior de π / 2 para a razão sistólica RS(RP2), também atingida no caso de curvatura constante.

## Garrafa de Klein

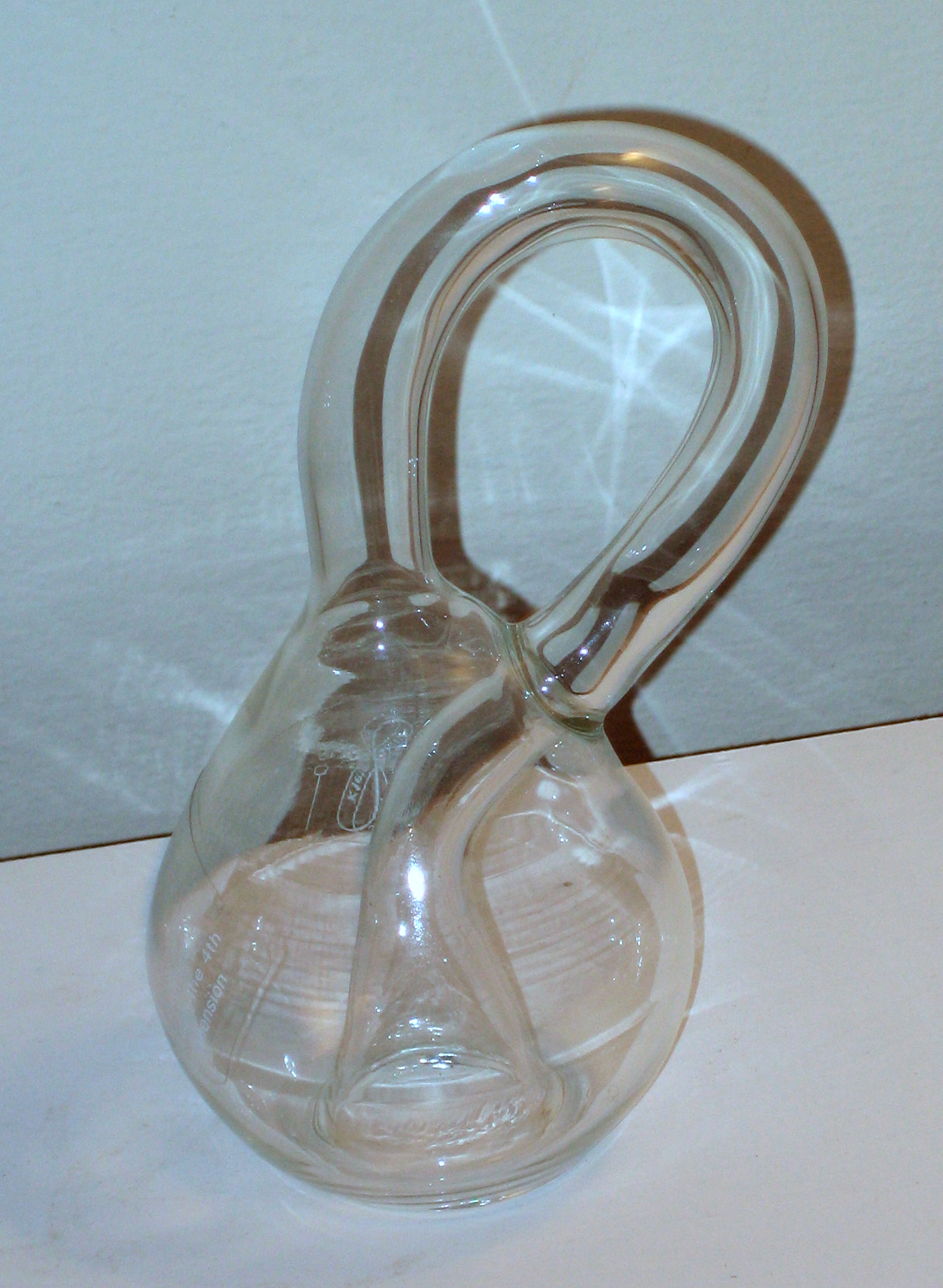
Uma garrafa Klein soprada à mão (emulação)

Para o frasco de Klein K, Bavard (1986) obteve um limite superior ótimo de {\displaystyle \pi /{\sqrt {8}}} para a razão sistólica:
{\displaystyle \mathrm {SR} (K)\leq {\frac {\pi }{\sqrt {8}}},}
baseado no trabalho de Blatter da década de 1960.

## Gênero 2
Uma superfície orientável do gênero 2 satisfaz os limites de Loewner {\displaystyle \mathrm {SR} (2)\leq {\tfrac {2}{\sqrt {3}}}}, veja (Katz-Sabourau '06). Não se sabe se todas as superfícies do gênero positivo satisfazem ou não a ligação de Loewner. É conjecturado que todos eles fazem. A resposta é afirmativa para o gênero 20 e acima por (Katz-Sabourau '05).

## Gênero arbitrário
Para uma superfície fechada do gênero g, Hebda e Burago (1980) mostraram que a razão sistólica SR (g) é delimitada acima pela constante 2. Três anos depois, Mikhail Gromov encontrou um limite superior para SR (g) dado por tempos constantes
{\displaystyle {\frac {(\log g)^{2}}{g}}.}
Um limite inferior semelhante (com uma constante menor) foi obtido por Buser e Sarnak. Nomeadamente, eles exibiram superfícies aritméticas hiperbólicas de Riemann com a sístole se comportando como um tempo constante {\displaystyle \log(g)}. Observe que a área é 4π (g-1) do teorema de Gauss-Bonnet, de modo que RS(g) se comporta assintoticamente como um tempo constante {\displaystyle {\tfrac {(\log g)^{2}}{g}}} .
O estudo do comportamento assintótico para grandes gêneros {\displaystyle g} da sístole das superfícies hiperbólicas revela algumas constantes interessantes. Assim, Hurwitz afunda {\displaystyle \Sigma _{g}} definido por uma torre de subgrupos de congruência principal do grupo do triângulo hiperbólico (2,3,7) satisfaz a relação:
{\displaystyle \mathrm {sys} (\Sigma _{g})\geq {\frac {4}{3}}\log g,}
resultante de uma análise da ordem dos quaterniões de Hurwitz. Um limite semelhante vale para grupos fuchsianos aritméticos mais gerais. Este resultado de 2007 de Mikhail Katz, Mary Schaps e Uzi Vishne melhora uma desigualdade devido a Peter Sarnak e Peter Buser no caso de grupos aritméticos definidos sobre {\displaystyle \mathbb {Q} }, de 1994, que continha uma constante aditiva diferente de zero. Para as superfícies de Hurwitz do tipo principal de congruência, a razão sistólica RS(g) é assintótica para
{\displaystyle {\frac {4}{9\pi }}{\frac {(\log g)^{2}}{g}}.}
Usando a desigualdade de entropia de Katok, o seguinte limite superior assintótico para SR (g) foi encontrado em (Katz-Sabourau 2005):
{\displaystyle {\frac {(\log g)^{2}}{\pi g}},}
ver também (Katz 2007), p.85 Combinando as duas estimativas, obtém-se limites estreitos para o comportamento assintótico da razão sistólica de superfícies.

## Esfera
Existe também uma versão da desigualdade para métricas na esfera, para o invariante L definido como o menor comprimento de uma geodésica fechada da métrica. Em 80, Gromov conjeturou um limite inferior de {\displaystyle 1/2{\sqrt {3}}} para a área da relação/L2. Um limite inferior de 1/961 obtido por Croke em 88 foi recentemente aprimorado por Nabutovsky, Rotman e Sabourau.